# Alireza Mobaszeri
Alireza Mobaszeri (pers. علیرضا مباشری; ur. 10 czerwca 1988) – irański siatkarz, grający na pozycji przyjmującego w klubie Mizan Chorasan.